# Хайнаньский ёж
Хайнаньский ёж, или 
хайнаньская гимнура  (лат. Neohylomys hainanensis), — вид млекопитающих из семейства ежовых, единственный в роде хайнаньских ежей (Neohylomys).

## Распространение
Вид считался эндемиком китайского острова Хайнань, но в 2018 году был также обнаружен в северной части Вьетнама. При этом если на Хайнане этим ежам угрожает утрата среды обитания (МСОП присвоил виду охранный статус EN), то в новооткрытой части ареала они довольно обычны. Естественной средой обитания являются субтропические или тропические сухие леса.

## Описание
Длина тела составляет 13,2—14,7 см, хвоста — 3,6—4,3 см. Вес 50—70 г. Мех красновато-коричневый на верхней стороне и с чёрной полосой на спине, нижняя сторона тела более светлая, в основном светло-серая или желтоватая. Морда гибкая и удлиненная и служит для поиска пищи в земле.